# Mashona (Schiff)
HMS Mashona (F59/L59/G59) war ein Zerstörer der (zweiten) Tribal-Klasse der britischen Royal Navy. Sie war das erste Schiff der Royal Navy, das seinen Namen nach dem Volk der Shona in Rhodesien, dem heutigen Simbabwe, erhielt.

Die Mashona sank am 28. Mai 1941 nach Bombentreffern im Nordatlantik beim Rückmarsch von der Verfolgung der Bismarck westlich von Irland.

## Geschichte des Schiffes
Das Schiff wurde am 5. August 1936 bei der Werft von Vickers-Armstrongs in Newcastle upon Tyne am River Tyne auf Kiel gelegt und am 3. September 1937 vom Stapel gelassen, beides zusammen mit dem Schwesterschiff Eskimo, da der High Walker Yard seit dem Bau der Zerstörer HMS Fame und Firedrake diese zum vierten Mal auf der Helling als Paar nebeneinander gebaut hatte. Wie bei den beiden Zerstörern der F-Klasse, soll die Parsons Marine Turbine Co. in Wallsend auch bei Mashona und Eskimo der Hauptauftragnehmer und Vickers Armstrong, anders als bei den unmittelbar davor gebauten Afridi und Cossack und zwei Zerstörern der H-Klasse nur der Lieferant der Schiffsrümpfe gewesen sein. Wegen Schwierigkeiten mit der termingerechten Lieferung der Hauptartillerie konnte die Mashona erst drei Monate nach ihrem direkten Schwesterschiff Eskimo am 30. März 1939 in Dienst gestellt werden.

## Einsätze
Ihre Karriere begann als Eskorte für eine Reise von König George VI. und Königin Elizabeth auf dem Dampfer Empress of Australia. Danach wurde die Mashona der 6. Zerstörerflottille in Scapa Flow zugeteilt.

### Kriegseinsätze
Ihr erster Kriegseinsatz im September 1939 diente, zusammen mit den Schwesterschiffen Matabele und Somali, der erfolgreichen Bergung des U-Boots Spearfish, das während eines Einsatzes in der Deutschen Bucht schwer beschädigt worden war.

Anfang April 1940 gehörte die Mashona zu den Einheiten der Home Fleet, die den Erfolg des deutschen Angriffs auf Norwegen zu verhindern suchten. Sie gehörte zu dem Verband, der einen Gegenangriff auf Bergen durchführen sollte, der nach massiven Angriffen durch 47 Junkers Ju 88 des KG 30 und 41 Heinkel He 111 des KG 26 auf die Flottenverbände abgebrochen wurde. Dabei wurde der Tribal-Zerstörer Gurkha versenkt, der den Geschwaderverband verlassen hatte. Die später zurücklaufende Mashona konnte beim Absuchen der Untergangsstelle noch fünf Schiffbrüchige bergen, der früher eingetroffene Kreuzer Aurora hatte zuvor die Besatzung des gesunkenen Zerstörers nahezu vollständig abbergen können. Die Mashona blieb weiter vor Norwegen und unterstützte die alliierten Landungen zur Unterbindung eines deutschen Vormarsches. So brachte sie mit den Tribal-Zerstörern Afridi, Nubian, Matabele und Sikh am 16. April die britischen Truppen für die nördliche Zange des geplanten Angriffs („Mauriceforce“) auf Trondheim nach Namsos.
Nach dem Auffüllung ihrer Treibstoff- und Munitionsbestände in Scapa Flow lief sie am 29. April mit Somali, Sikh, Wanderer, Walker und Westcott und am 2. Mai 1940 mit Inglefield, Delight, Diana und erneut Somali nach Åndalsnes, um den südlichen Teil diese Angriffs („Sickleforce“) wieder zu evakuieren. Bei diesen Einsätzen standen jeweils britische Kreuzer vor der Küste, um die Zerstörer zu sichern und zu unterstützen. Mehrfach überstand der Zerstörer Luftangriffe ohne bedeutende Schäden. Im Rahmen der wegen des deutschen Angriffs im Westen beschlossenen „Operation Alphabet“ nahm die Mashona zusammen mit den Tribal-Zerstörern Tartar, Bedouin und Ashanti Anfang Juni an der Evakuierung der alliierten Truppen aus Narvik und Norwegen teil.

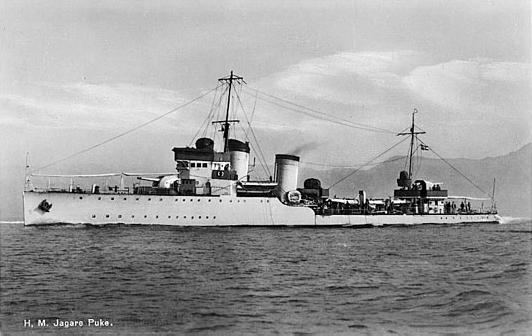
Der schwedische Zerstörer Puke

Ende Juni 1940 gehörte die Mashona bei den Färöer mit der Tartar und der Maori zu den Einheiten der Royal Navy, die vier schwedischen Zerstörer Psilander (ex Giovanni Nicotera) und Puke (ex Bettino Ricasoli) der Sella-Klasse (970 ts, 2×2 120 mm, 1926/27) sowie Romulus (ex Spica) und Remus (ex Astore) der Spica-Klasse (800 ts, 3 × 100 mm, 1935) festhielten, die Schweden in Italien gekauft hatte. Am 20. Juni zwangen sie die schwedischen Besatzungen, ihre Boote zu verlassen und schickten sie auf das Begleitschiff Patricia (ex Patris II, 3994 BRT) und den Tanker Castor (8714 BRT), mit denen sie in ihre Heimat zurückkehren sollten. Die beschlagnahmten vier Kriegsschiffe überführten die Briten bis zum 30. nach Scapa Flow. Die protestierenden Schweden folgten ihren Schiffen und konnten sie am 2. Juli wieder übernehmen sowie am 5. Juli von Kirkwall ihre Reise fortsetzen. Auf dem Marsch nach Schweden wurden sie am 7. Juli noch von britischen Flugzeugen angegriffen, wurden aber nicht getroffen. Über das von den Deutschen besetzte Kristiansand erreichten sie am 10. Juli 1940 Göteborg.
Bei der Begleitung der schwedischen Schiffe nach Scapa Flow erlitt die Mashona schwere Seeschäden, die vor Ort repariert wurden. Ab Oktober bis Mitte Dezember 1940 erfolgte dann eine gründliche Instandsetzung des Schiffes in Liverpool, bei der das 120-mm-Zwillingsgeschütz in der hinteren überhöhten Position („X“-Position) durch ein für die Flugzeugabwehr besser geeignetes 102-mm-Zwillingsgeschütz ersetzt wurde.

### Das Ende derMashona
Im Mai 1941 eskortierte das Schlachtschiff Rodney mit vier Tribalzerstörern den Truppentransporter Britannic (26.943 BRT) nach Kanada. auf die Nachricht vom Untergang der Hood beteiligte sich die Rodney mit Mashona, Tartar und Somali auch an der Suche nach der Bismarck und ließ nur die Eskimo beim nach Kanada weiterlaufenden Transporter. Am 26. Mai wurden die Zerstörer nach dem Zusammentreffen mit dem Flottenflaggschiff King George V entlassen, da sie bei den Wetterbedingungen den Schlachtschiffen bei hoher Fahrt kaum folgen konnten und auch schon bedrohlich wenig Treibstoff hatten. Somali hatte schon etwas früher allein den Rückmarsch angetreten; Mashona und Tartar versuchten gemeinsam mit ökonomisch günstiger Geschwindigkeit britische Häfen zu erreichen. Am 28. Mai 1941 wurde die Mashona bei schweren Angriffen von Junkers Ju 88 der I./KG 77 der Luftwaffe getroffen und sank vor der Küste von Galway auf der Position 52° 58′ 0″ N, 11° 36′ 0″ W. 36 Seeleute verloren ihr Leben. 184 Überlebende des Untergangs wurden von der Tartar und den an der Untergangsstelle eintreffenden Zerstörern der Town-Klasse (1940) HMS Sherwood und HMCS St. Clair geborgen und auf der Tartar nach Greenock gebracht.